# Rachel Blakely
Rachel Leigh Blakely (* 28. Juli 1968 auf Borneo, Malaysia) ist eine australisch-amerikanische Schauspielerin. 

## Leben
Rachel Leigh Blakely wurde am 28. Juli 1968 in Brunei, Borneo, geboren. Ihr Vater Harold Blakely ist Amerikaner, ihre Mutter Bronwyn Australierin. Aufgrund des Ölgeschäfts ihres Vaters lebte die Familie im Laufe der Jahre in den USA, Kanada, Spanien und Schottland, bis sie sich auf einer australischen Farm niederließ, als Blakely zwölf Jahre alt war. Sie hat sowohl die australische als auch die amerikanische Staatsbürgerschaft. Nach dem Tod ihrer Mutter Bronwyn im Jahr 1980 wurden Rachel und ihre jüngere Schwester Ruth von ihrem Vater Harold allein groß gezogen.
1990 heiratete Blakely ihren Schauspielkollegen Peter Craig, einige Jahre später folgte die Scheidung. Ihren jetzigen Partner, den Stuntman Sean Rigby, lernte sie 1997 am Set der Fernsehserie Abenteuer Südsee kennen. Ihr erstes Kind, ein Sohn, wurde im September 2003 geboren, ihr zweiter Sohn kam Anfang 2009 zur Welt.

## Karriere
Bevor sie zur Besetzung von Neighbours stieß, arbeitete Blakely als Türsteherin und Model in einem Nachtclub. Bekannt wurde sie zunächst, als sie 1990 einen Modelwettbewerb der Frauenzeitschrift Cleo gewann und anschließend auf deren Cover erschien. Neben weiteren Modelwettbewerben machte sie schließlich mit einem Nissan-Werbespot auf sich aufmerksam. Nach einem Vorschlag ihres Ex-Mannes Peter Craig sprach sie für die Serie Neighbours für die Rolle der Gaby Willis vor, die ab 1991 in der Serie zu sehen war. Im Oktober 1993 berichtete David Brown von TV Week, dass Blakely Neighbours verlassen werde. Im darauffolgenden Monat drehte sie ihre letzten Szenen. Später spielte Blakely noch einmal die Rolle der Gaby in der Folge zum 20-jährigen Jubiläum von Neighbours, die im Juli 2005 ausgestrahlt wurde.
Blakely wandte sich dann dem Film zu – meist beim Fernsehen. Sie spielte viele kleine Rollen und hatte Gastauftritte in Filmen wie Love Until, Der junge Hercules und Counterstrike sowie in Fernsehserien wie Xena – Die Kriegerprinzessin, State Coroner und Flippers neue Abenteuer. In Deutschland wurde sie jedoch erst in der Hauptrolle der Maguerite Krux in der Serie Die verlorene Welt (1999–2002) nach Arthur Conan Doyle und als Glenda Fry in der australischen Serie Mortified bekannt. Im Jahr 2000 trat Blakely in vier Folgen von Search Party und fünf Folgen von Hollywood Squares als sie selbst auf.

## Filmografie (Auswahl)
- 1991–1994, 2005: Nachbarn (Neighbours, Fernsehserie)
- 1993: The Feds: Deception (Fernsehfilm)
- 1995: Love Until (Fernsehfilm)
- 1995–1997: Blue Heelers (Fernsehserie, zehn Folgen)
- 1996–1997: City Life (Fernsehserie, acht Folgen)
- 1997: Coroner – Im Dienst der Gerechtigkeit (State Coroner, Fernsehserie, eine Folge)
- 1997: Verliebt in einen Mörder (One Way Ticket, Fernsehfilm)
- 1997: Xena – Die Kriegerprinzessin (Xena: Warrior Princess, Fernsehserie, eine Folge)
- 1997: Mr. Nice Guy – Erst kämpfen, dann fragen (Yat goh ho yan)
- 1998: Der junge Hercules (Young Hercules)
- 1998–2000: Abenteuer Südsee (Tales of the South Seas, Fernsehserie, 22 Folgen)
- 1999: Tribe (Mini-Serie)
- 1999: Die verlorene Welt (The Lost World, Fernsehfilm)
- 1999–2002: Die verlorene Welt (The Lost World, Fernsehserie, 66 Folgen)
- 2000: Hollywood Squares/H2 (Fernsehserie)
- 2000: Search Party (Fernsehserie, vier Folgen)
- 2000: Flippers neue Abenteuer (Flipper, Fernsehserie, eine Folge)
- 2000: Max Knight: Ultra Spy (Fernsehfilm)
- 2002: S.O.S. – Angriff auf das Traumschiff (Counterstrike, Fernsehfilm)
- 2002: The Lost World: Underground
- 2003: The Turner Affairs (Fernsehfilm)
- 2006–2007: Meine peinlichen Eltern (Mortified, Fernsehserie, 26 Folgen)
- 2010: Die Chroniken von Narnia: Die Reise auf der Morgenröte (The Chronicles of Narnia: The Voyage of the Dawn Treader)
- 2010: Sea Patrol (Fernsehserie, eine Folge)
- 2013: Reef Docs – Die Inselklinik (Reef Doctors, Fernsehserie, eine Folge)